# Draba nivalis
Draba nivalis là một loài thực vật có hoa trong họ Cải. Loài này được Lilj. mô tả khoa học đầu tiên năm 1793.